# Pierre Beaudet (Pianist)
Pierre Hugues Beaudet (* 20. Januar 1924 in Thetford Mines/Québec) ist ein kanadischer Pianist und Komponist.

## Leben
Der Bruder des Pianisten Jean-Marie Beaudet hatte den ersten Klavierunterricht bei Léo-Pol Morin in Montreal. Am Konservatorium Montreal setzte er seine Ausbildung von 1943 bis 1946 bei Germaine Malépart (Klavier) und Gabriel Courron (Gehörbildung) fort. Ab 1947 war er in Paris Klavierschüler von Jean Batella und besuchte im Sommer am Amerikanischen Konservatorium Kurse von Robert Casadesus und Nadia Boulanger.
Nach seiner Rückkehr nach Montreal bildete er mit Guy Bourassa ein Duo für Klavier zu vier Händen und nahm mit ihm  Violet Archers Ten Folk Songs und John Beckwith’ Music for Dancing. Er trat als Klavierbegleiter auf, unterrichtete Sänger und Pianisten und arrangierte und dirigierte die Musik für zahlreiche Radio- und Fernsehproduktionen. Für die CBC arbeitete er von 1958 bis 1962 als Archivbibliothekar und dann bis 1985 als Musikproduzent.
Beaudet komponierte Lieder und veröffentlichte Gedichte im Magazin Gants du ciel. Seinen 1989 erschienenen Chansons et poèmes retrouvés war eine Kassette mit Aufnahmen der von ihm begleiteten Sängerin Janine Lachance  beigegeben.